# Професионално изкривяване
Професионалното изкривяване е склонност да се гледа на нещата от гледна точка на собствената професия или специален опит, а не от по-широка или хуманна перспектива. Често се превежда като „професионална деформация“, въпреки че френската déformation може да се преведе и като „изкривяване“ или „професионално изкривяване“. Изводът е, че професионалното обучение и свързаната с него социализация често водят до изкривяване на начина, по който човек вижда света. Нобеловият лауреат Алексис Карел отбелязва, че „всеки специалист, поради добре известни професионални пристрастия, вярва, че разбира цялото човешко същество, докато в действителност той схваща само малка част от него“.

## История
Déformation professionnelle се използва в медицината от XIX век, за да опише телесна деформация, причинена от нечия професия.
Като термин в психологията вероятно е въведен от белгийския социолог Даниел Уарнот или руско-американския социолог Питирим Сорокин.
Английският разговорен термин nerdview описва подобна тенденция.